# Mon cœur avait raison
Albums de Maître Gims
Subliminal
(2013) Ceinture noire
(2018)
Singles
1. Est-ce que tu m'aimes ?
Sortie : 27 avril 2015
2. Melynda Gates
Sortie : 21 juin 2015
3. Laissez passer
Sortie : 22 juin 2015
4. Longue vie
Sortie : 22 juillet 2015
5. Brisé
Sortie : 24 août 2015
6. Sapés comme jamais
Sortie : 19 octobre 2015
7. ABCD
Sortie : 30 octobre 2015
8. Tu vas me manquer
Sortie : 11 décembre 2015
9. Je te pardonne
Sortie : 18 mars 2016
10. Ma beauté
Sortie : 3 juin 2016
11. 150
Sortie : 27 juillet 2016
12. Tout donner
Sortie : 11 novembre 2016

Mon cœur avait raison est le deuxième album studio du rappeur congolais Maître Gims, sorti le 28 août 2015 sur les labels Wati B et Jive Epic.

## Genèse
En parallèle de l'annonce de sa tournée Warano Tour, Maître Gims publiait des vidéos via les réseaux sociaux avec des extraits  de morceaux qui se sont avérés être ceux de son futur album. De plus, il annonce la sortie le 20 février 2016 de la septième vidéo de Ceci n'est pas un clip avec Fuck Ramses qui n'a pas pu avoir lieu.
Bien qu'annoncée pour le mois de mars, la sortie du premier extrait de l'album Est-ce que tu m'aimes ? eut lieu le 28 avril sur Skyrock. De plus, il annonce que l'album sera divisé en deux parties : la Pilule Bleue qui est une partie composée de chansons pop-urbaines, et la Pilule Rouge qui elle est orientée vers le rap. Ce concept lui a été inspiré par le film Matrix.

## Réception
L'album est bien accueilli et après avoir comptabilisé près de 85 800 disques écoulés pour sa première semaine il est certifié disque de platine. A la fin de l'année 2018, il s'est écoulé à plus de 700 000 unités en France et s'est vendu à 581 000 unités à l'international.

## Clips vidéo
- Est-ce que tu m'aimes ?, sorti le 4 mai 2015.
- Melynda Gates, sorti le 21 juin 2015. (réalisation : Lucas "Styck" Maggiori et Richard "Screetch" Bismuth)
- Laissez passer, sorti le 3 juillet 2015.(réalisation : Lucas "Styck" Maggiori et Richard "Screetch" Bismuth)
- Longue vie (feat. Lefa), sorti le 28 août 2015. (réalisation : Lucas "Styck" Maggiori et Richard "Screetch" Bismuth)
- Brisé, sorti le 14 septembre 2015. (réalisation : Lucas "Styck" Maggiori)
- Sapés comme jamais (feat. Niska), sorti le 19 octobre 2015 et dépassant les 100 millions de vues sur YouTube le 22 février 2016.
- ABCD, sorti le 30 octobre 2015. (réalisation : Lucas "Styck" Maggiori et Richard "Screetch" Bismuth)
- Tu vas me manquer, sorti le 22 décembre 2015.
- Je te pardonne (feat. Sia), sorti le 18 mars 2016.
- Ma beauté, sorti le 24 juin 2016.
- 150, sorti le 27 juillet 2016. (réalisation : Lucas "Styck" Maggiori et Richard "Screetch" Bismuth)
- Tout donner, sorti le 11 novembre 2016. (réalisation : Lucas "Styck" Maggiori et Richard "Screetch" Bismuth)

## Liste des pistes
| Pilule bleue | Pilule bleue                       | Pilule bleue                                   | Pilule bleue                               | Pilule bleue | Pilule bleue | Pilule bleue | Pilule bleue | Pilule bleue | Pilule bleue |
| No           | Titre                              | Auteur                                         | Compositeur(s)                             | Durée        |              |              |              |              |              |
| ------------ | ---------------------------------- | ---------------------------------------------- | ------------------------------------------ | ------------ | ------------ | ------------ | ------------ | ------------ | ------------ |
| 1.           | Intro                              | Maître Gims                                    | Maître Gims, Renaud Rebillaud              | 1:29         |              |              |              |              |              |
| 2.           | Brisé                              | Maître Gims                                    | Maître Gims, Renaud Rebillaud              | 3:37         |              |              |              |              |              |
| 3.           | Est-ce que tu m'aimes ?            | Maître Gims                                    | Maître Gims, Renaud Rebillaud              | 3:57         |              |              |              |              |              |
| 4.           | Contradiction (feat. Barack Adama) | Maître Gims, Barack Adama, Lefa                | Maître Gims, Renaud Rebillaud              | 3:40         |              |              |              |              |              |
| 5.           | Hasta Luego                        | Maître Gims, Lefa, Maska                       | Maître Gims, Renaud Rebillaud              | 3:28         |              |              |              |              |              |
| 6.           | Habibi                             | Maître Gims                                    | Maître Gims, Adil "Yelatif" Kendoussi      | 3:33         |              |              |              |              |              |
| 7.           | Je te pardonne (version seul)      | Maître Gims, Lefa, Barack Adama                | Maître Gims, Renaud Rebillaud              | 4:05         |              |              |              |              |              |
| 8.           | Laissez passer                     | Maître Gims, Maska                             | Maître Gims, Renaud Rebillaud              | 4:25         |              |              |              |              |              |
| 9.           | Number One (feat. H-Magnum)        | Maître Gims, H-Magnum                          | Maître Gims, Renaud Rebillaud              | 3:38         |              |              |              |              |              |
| 10.          | Mon cœur avait raison              | Maître Gims (co écriture : Barack Adama, Lefa) | Maître Gims, Jonathan Ntsimi Menyie        | 4:02         |              |              |              |              |              |
| 11.          | Sapés comme jamais (feat. Niska)   | Maître Gims, Niska                             | Maître Gims, Dany Synthé                   | 3:26         |              |              |              |              |              |
| 12.          | Cadeaux                            | Maître Gims (co écriture : Lefa)               | Maître Gims, Renaud Rebillaud, Dany Synthé | 4:11         |              |              |              |              |              |
| 13.          | Sans rétro (feat. Dadju)           | Maître Gims, Dadju (co écriture : H-Magnum)    | Maître Gims, The SoundBrothers             | 3:58         |              |              |              |              |              |
| 14.          | Tu vas me manquer                  | Maître Gims                                    | Maître Gims, Renaud Rebillaud              | 4:10         |              |              |              |              |              |
| 15.          | Je te pardonne (feat. Sia)         | Maître Gims, Sia                               | Maître Gims, Renaud Rebillaud              | 3:33         |              |              |              |              |              |
| 55:12        |                                    |                                                |                                            |              |              |              |              |              |              |

| Pilule rouge | Pilule rouge                      | Pilule rouge                                | Pilule rouge                          | Pilule rouge | Pilule rouge | Pilule rouge | Pilule rouge | Pilule rouge | Pilule rouge |
| No           | Titre                             | Auteur                                      | Compositeur(s)                        | Durée        |              |              |              |              |              |
| ------------ | --------------------------------- | ------------------------------------------- | ------------------------------------- | ------------ | ------------ | ------------ | ------------ | ------------ | ------------ |
| 1.           | Intro (Sexion d'Assaut et Dawala) | Maître Gims, Dawala, Lefa                   | Dany Synthé, Mr Viktor                | 1:44         |              |              |              |              |              |
| 2.           | ABCD                              | Maître Gims                                 | Maître Gims, Dany Synthé              | 2:55         |              |              |              |              |              |
| 3.           | Melynda Gates                     | Maître Gims                                 | Dany Synthé                           | 3:19         |              |              |              |              |              |
| 4.           | Longue vie (feat. Lefa)           | Maître Gims, Lefa                           | Maître Gims, Renaud Rebillaud         | 4:35         |              |              |              |              |              |
| 5.           | Angelina (feat. Laurent Twins)    | Maître Gims, Laurent Twins                  | Maître Gims, Stan E                   | 3:04         |              |              |              |              |              |
| 6.           | Uzi (feat. JR O Crom et Doomams)  | Maître Gims, Jr O Crom et Doomams           | Maître Gims, Dany Synthé              | 4:23         |              |              |              |              |              |
| 7.           | Richard Mille (feat. Insolent)    | Maître Gims, Insolent                       | Maître Gims, Stan E                   | 2:56         |              |              |              |              |              |
| 8.           | La Main du roi                    | Maître Gims                                 | Maître Gims, Adil "Yelatif" Kendoussi | 2:30         |              |              |              |              |              |
| 9.           | Sofitelo                          | Maître Gims                                 | Maître Gims, Dany Synthé              | 4:08         |              |              |              |              |              |
| 10.          | Mayweather (feat. Djuna Family)   | Maître Gims, Djelass, Xgangs, Bedjik, Dadju | Maître Gims, Dany Synthé              | 4:48         |              |              |              |              |              |
| 11.          | Le Barillet                       | Maître Gims                                 | Maître Gims, Stan E                   | 4:31         |              |              |              |              |              |
| 38:53        |                                   |                                             |                                       |              |              |              |              |              |              |

### Réédition
| À contrecœur | À contrecœur                                          | À contrecœur                               | À contrecœur                               | À contrecœur | À contrecœur | À contrecœur | À contrecœur | À contrecœur | À contrecœur |
| No           | Titre                                                 | Auteur                                     | Compositeur(s)                             | Durée        |              |              |              |              |              |
| ------------ | ----------------------------------------------------- | ------------------------------------------ | ------------------------------------------ | ------------ | ------------ | ------------ | ------------ | ------------ | ------------ |
| 1.           | Est-ce que tu m'aimes ? (Pilule Bleue)                | Maître Gims, Insolent, Lefa                | Maître Gims, Renaud Rebillaud              | 3:57         |              |              |              |              |              |
| 2.           | Longue vie (Pilule Rouge) (featuring Lefa)            | Maître Gims, Lefa                          | Maître Gims, Renaud Rebillaud              | 4:36         |              |              |              |              |              |
| 3.           | Brisé (Pilule Bleue)                                  | Maître Gims                                | Maître Gims, Renaud Rebillaud              | 3:38         |              |              |              |              |              |
| 4.           | Number one (Pilule Bleue) (feat. H Magnum)            | Maître Gims, H Magnum                      | Maître Gims, Renaud Rebillaud              | 3:39         |              |              |              |              |              |
| 5.           | Hasta luego (Pilule Bleue)                            | Maître Gims, Lefa, Maska                   | Maître Gims, Renaud Rebillaud              | 3:28         |              |              |              |              |              |
| 6.           | Mayweather (Pilule Rouge) (feat. Djuna Family)        | Maître Gims, XGangs, Dadju, Saty et Bedjik | Maître Gims, Dany Synthé                   | 4:48         |              |              |              |              |              |
| 7.           | Je te pardonne (Pilule Bleue) [Sia Remix] (feat. Sia) | Maître Gims, Sia                           | Maître Gims, Renaud Rebillaud              | 3:33         |              |              |              |              |              |
| 8.           | Sapés comme jamais (Pilule Bleue) (feat. Niska)       | Maître Gims, Niska                         | Maître Gims, Dany Synthé                   | 3:27         |              |              |              |              |              |
| 9.           | ABCD (Pilule Rouge)                                   | Maître Gims                                | Maître Gims, Dany Synthé                   | 2:55         |              |              |              |              |              |
| 10.          | Laissez passer (Pilule Bleue)                         | Maître Gims, Maska                         | Maître Gims, Renaud Rebillaud              | 4:25         |              |              |              |              |              |
| 11.          | Cadeaux (Pilule Bleue)                                | Maître Gims, Maska                         | Maître Gims, Dany Synthé, Renaud Rebillaud | 4:11         |              |              |              |              |              |
| 12.          | La main du roi (Pilule Rouge)                         | Maître Gims                                | Maître Gims, Adil "Yelatif" Kendoussi      | 2:30         |              |              |              |              |              |
| 13.          | Tu vas me manquer (Pilule Bleue)                      | Maître Gims, Barack Adama, Lefa            | Maître Gims, Renaud Rebillaud              | 4:11         |              |              |              |              |              |
| 14.          | Ma Beauté (Pilule Violette)                           | Maître Gims, DemDem                        | Maître Gims, Dany Synthé                   | 3:06         |              |              |              |              |              |
| 15.          | 150 (Pilule Violette)                                 | Maître Gims                                | Maître Gims, Adil "Yelatif" Kendoussi      | 2:59         |              |              |              |              |              |
| 16.          | Loin (Pilule Violette) (feat. Dany Synthé)            | Maître Gims                                | Maître Gims, soFLY et Nius, Dany Synthé    | 3:08         |              |              |              |              |              |
| 17.          | Boucan (Pilule Violette) (feat. DJ LastOne et Jul)    | Maître Gims, Jul                           | Maître Gims, DJ Last One, Dany Synthé, Jul | 3:51         |              |              |              |              |              |
| 18.          | Tout donner (Pilule Violette)                         | Maître Gims                                | Maître Gims, Dany Synthé                   | 3:23         |              |              |              |              |              |
| 19.          | Paname (Pilule Violette)                              | Maître Gims                                | Maître Gims, Bugatti Beatz                 | 3:09         |              |              |              |              |              |
| 20.          | Pense à moi (Pilule Violette)                         | Maître Gims                                | Maître Gims, Dany Synthé                   | 3:52         |              |              |              |              |              |
| 1:12:00      |                                                       |                                            |                                            |              |              |              |              |              |              |

## Classements
| Classements (2015)            | Meilleure position |
| ----------------------------- | ------------------ |
| Belgique (Flandre Ultratop)   | 24                 |
| Belgique (Wallonie Ultratop)  | 1                  |
| Pays-Bas (Mega Album Top 100) | 40                 |
| France (SNEP)                 | 1                  |
| Suisse (Schweizer Hitparade)  | 3                  |

| Classements (2016)     | Meilleure position |
| ---------------------- | ------------------ |
| Danemark (Tracklisten) | 4                  |
| Italie (FIMI)          | 20                 |

| Classements (2015)           | Position |
| ---------------------------- | -------- |
| Belgique (Wallonie Ultratop) | 12       |
| France (SNEP)                | 6        |
| Suisse (Schweizer Hitparade) | 90       |
| Classements (2016)           | Position |
| Belgique (Wallonie Ultratop) | 8        |
| Danemark (Tracklisten)       | 19       |
| France (SNEP)                | 7        |
| Suisse (Schweizer Hitparade) | 37       |
| Classements (2017)           | Position |
| Belgique (Wallonie Ultratop) | 39       |
| Classements (2018)           | Position |
| Belgique (Wallonie Ultratop) | 109      |
| Classements (2019)           | Position |
| Belgique (Wallonie Ultratop) | 128      |
| Classements (2020)           | Position |
| Belgique (Wallonie Ultratop) | 137      |
| Classements (2021)           | Position |
| Belgique (Wallonie Ultratop) | 116      |

## Certifications
| Pays     | Certification | Ventes certifiées |
| -------- | ------------- | ----------------- |
| France   | Diamant       | 500 000           |
| Belgique | Platine       | 30 000            |
| Danemark | Platine       | 20 000            |
| Suisse   | Platine       | 20 000            |